# Mus famulus
Mus famulus is een knaagdier uit het geslacht Mus dat voorkomt in het Nilgiri-gebergte in Zuidwest-India. Deze soort werd vroeger in het ondergeslacht Coelomys geplaatst, maar wordt nu beschouwd als een lid van het ondergeslacht Mus.
Deze soort heeft kleine oren en een dichte, zachte, fluweelachtige vacht. De rug is chocoladebruin en is scherp gescheiden van de okerkleurige onderkant. Vrouwtjes hebben 1+2=6 mammae.